# Łazy Leśne
Łazy Leśne [ˈwazɨ ˈlɛɕnɛ] es un pueblo ubicado en el distrito administrativo de Gmina Kampinos, dentro del Condado de Varsovia del oeste, Voivodato de Mazovia, en el este de Polonia central. Se encuentra aproximadamente a 4 kilómetros al noroeste de Kampinos, a 28 kilómetros al oeste de Ożarów Mazowiecki, y a 41 kilómetros al oeste de Varsovia.